# Gare de Grimbosq
La gare de Grimbosq est une gare ferroviaire française de la ligne de Caen à Cerisy-Belle-Étoile (fermée), située sur le territoire de la commune de Grimbosq, dans le département du Calvados, en région Normandie.
C'est une ancienne halte voyageurs, mise en service en 1873 et fermée au XXe siècle.

## Situation ferroviaire
Établie à 20 mètres d'altitude, la halte de Grimbosq est située au point kilométrique (PK) 260,123 de l'ancienne ligne de Caen à Cerisy-Belle-Étoile (fermée), entre les gares de Mutrécy et de Croisilles - Harcourt située après le tunnel du Hom.

## Histoire
Elle est inaugurée le 15 mai 1873.
La construction de cette halte fut complétée par l'édification d'un pont sur l'Orne, le pont de Brie, à l'emplacement d'un ancien gué important.
Elle est aujourd'hui parcourue par le vélorail du Val de Maizet géré par l'amicale pour la mise en valeur de la voie ferrée de Caen à Flers.